# 采蒂涅王家旧都
采蒂涅王家旧都是蒙特內哥羅的行政區划单位之一，具有“王家旧都”的地位。该市镇的行政中心为采蒂涅。市镇位于黑山中部及西南部。